# 가나의 행정 구역
가나 공화국의 행정 구역은 네 개의 지리적 평야와 16개의 주로 구성되어 있다. 지방 정부를 위해 145개의 일반 구역, 109개의 자치 구역, 6개의 광역 구역을 포함하여 총 261개의 구역이 있다.
구역 수준 아래에는 58개의 읍/지역 의회, 108개의 존 의회, 626개의 지역 의회를 포함한 다양한 유형의 의회가 존재한다. 더 작은 수준의 지방 행정 단위로는 16,000개 이상의 단위 위원회가 있다.
선거구 측면에서 가나는 275개의 선거구로 나뉘어 있다.